# Лобач, Марина Викентьевна
Марина Викентьевна Ло́бач (род. 26 июня 1970, Смолевичи, Минская область, БССР, СССР) — первая советская олимпийская чемпионка по художественной гимнастике. Заслуженный мастер спорта СССР (1987).

## Биография
Начала заниматься спортом с 7 лет (1977).
Наивысшее достижение в спорте — золотая медаль в индивидуальном первенстве на Олимпийских играх 1988 (Сеул, Республика Корея).
В 1989 году на чемпионате СССР в Красноярске получила невысокие оценки за выступление, после чего завершила спортивную карьеру.
Перешла на тренерскую работу: работала в Южной Корее полтора месяца по обмену, затем в Спорткомитете Белорусской ССР гостренером. С 1993 по 1994 неоднократно выезжала в Италию для тренировок белорусских гимнасток — Ларисы Лукьяненко и Татьяны Огрызко. В 1998 была приглашена в Италию для тренерской работы в клубе Гаскал.
В настоящее время живёт в Минске вместе со своим мужем, Дмитрием Богдановым, и дочерьми Ириной и Надеждой. Работает тренером и судьёй в Федерации гимнастики Беларуси.